# Google圖書
Google圖書（英語：Google Books）是一個由Google研發的搜尋工具，它可以自Google所掃描、經由光學字符識別（OCR）、儲存的數位化數據庫中搜尋資料。此服務於2004年10月在法蘭克福書展发布，命名為Google Print。當用戶使用關鍵字搜尋，Google圖書搜尋的結果索引會顯示在Google網路搜尋服務的上方。用戶還可以在Google圖書搜尋搜尋書籍。點擊Google圖書搜尋的結果索引打開頁面，使用戶可以查看書籍中的頁面以及內容相關的廣告，鏈接到出版商的網站和書店。Google以限制網頁的瀏覽數量，來阻止書籍被列印和保護文字內容的複製版權，並追蹤用戶使用記錄，作為通過各種准入限制和保障措施的依據。
Google圖書搜尋允許公有領域的作品和內容，免費全文瀏覽，並提供PDF的格式下載。對於在美國境外的用戶，Google必須確保其沒有觸犯到用戶所在國家的法律，根據Google圖書搜尋支援小組的成員說法：「一本書是否屬於公有領域往往是一個棘手的法律問題，我們會謹慎處理，直到我們確定本書已進入公有領域。」
關於掃描方面，許多書籍使用Elphel 323相機掃描，這種相機每小時可以照1,000頁。
而Google的這個計畫受到極大稱讚，因為它可能成為前所未有、全球最大的網上主體的人類知識，但它仍有著有關侵犯版權上的批評。

## 計畫目的
Google圖書掃描圖書的目的，并不是給人類閲讀，而是用於訓練人工智能。

## 掃描數量
Google曾表示，他們目前一天可掃描三千本書籍。到2007年3月為止，Google已經數位化100萬本圖書。Google拒絕透露項目開支，但《紐約時報》在2008年時估算其花費了約500萬美元。在2008年10月28日Google說，通過此项服务，他們有700萬本的圖書被搜索，其中包括掃描的20,000個出版商的合作夥伴。在這700萬冊圖書当中，有100萬本在出版商正式授權下提供“完全預覽”服務，另外100萬屬於在公有領域，其餘500萬是絕版或商用。

## 競爭
- 微軟在2006年開發了一個類似的計畫，名叫Live Search Books（英语：Live Search Books）。它持續進行了一段时间，直到2008年5月取消[11]。所有的Live Search Books的資料，現已存在Internet Archive。Internet Archive是非營利性的，它是繼Google之後第二大圖書掃描計畫。截至2008年11月已有超過100萬全文公有領域的作品被掃描上網。
- Europeana主宰約300萬份的數位物件，其中包括影像、照片、繪畫、音頻、地圖、手稿、印刷書籍、報紙等，這些檔案超過一千項是由歐盟自過去兩千年的歐洲歷史搜集而成的。[12]

## 時間表

### 2004
- 十二月：Google公布擴張Google Print計畫，初期稱為Google Print Library Project[13]。Google宣布與幾所知名大學和公共圖書館建立夥伴關係，包括密西根大學、哈佛大學（哈佛大學圖書館）、史丹佛大學（Green Library）、牛津大學（博德利圖書館），以及紐約公共圖書館。根據新聞稿和各大學圖書館長所言，Google計畫在十年內數位化並提供約1,500萬冊的Google圖書搜尋服務。Google動作之迅速引發了爭議，出版商和作者協會質疑這不僅是針對公共領域的圖書，同時也挑戰了著作權。

### 2005
- 九月至十月間：兩起對Google提出的訴訟控訴Google公司不尊重版權，未能妥善補償作者及出版商。其一是集體作者訴訟代表（作家協會Authors Guild（英语：Authors Guild）控訴Google，2005年9月20日）；另一是五個大型出版商和美國出版商協會Association of American Publishers（英语：Association of American Publishers）控訴的民事訴訟（McGraw Hill 控訴Google，2005年10月19日。）[6]
- 十一月：Google將Google Print正式改名為Google圖書搜尋。[14]這個方案使出版商、作者及他們在此服務中的書籍改了名，稱為“Google Books Partner Program”（見Google Library Partners （页面存档备份，存于）），並且與圖書館的合作關係就成為了Google图书馆计划。

### 2006
- 八月：加州大學系統宣佈它們將加入圖書搜尋數位化的計畫。[15]
- 九月：馬德里Complutense大學图书馆成為加入Google圖書計畫的第一個西班牙語圖書館。
- 十月：威斯康星大學麥迪遜分校宣布，它與威斯康星州歷史學會的圖書館，將加入圖書搜尋數位化計畫。合併後，圖書館館藏變為720萬冊。
- 十一月：弗吉尼亞大學加入該計畫。該庫包含超過5萬冊和1,700多萬份的手稿、珍貴書籍和檔案。[16]

### 2007
- 一月：得克萨斯州大学奥斯汀分校宣布將加入圖書搜尋數位化計劃。至少有一萬冊數位化將是由該大學的13個圖書館定位。
- 三月：巴伐利亞州圖書館宣布與Google建立合作夥伴關係，來掃描超過100萬份在公共領域，和絕版的德語以及英語、法語、意大利語、拉丁語和西班牙語作品。[17]
- 五月：一本數位化計畫的書，被公告為Google及縣立、洛桑大學圖書館所納入。[18]
- 五月：根特大學的Boekentoren圖書館，將參與Google圖書數位化計畫，且將把19世紀的圖書製成法國和荷蘭的語言並上線。[19]
- 六月：合作委員會（Committee on Institutional Cooperation）宣佈，其12個成員圖書館未來六年將參與掃描1,000萬本書。[20]
- 七月：慶應義塾大學成為Google在日本的第一個圖書館合作夥伴，他們將數位化至少12萬本公共領域的書籍。[21]
- 八月：Google宣布，它將數位化達50萬本有版權的書籍，也將數位化在康奈爾大學圖書館的公共領域書籍。Google還將提供一個系統，可將數位化複製的所有作品掃描並納入大學自己的圖書館。[22]
- 九月：Google新增功能，允許用戶在公共領域共享片段的書籍。
- 九月：Google推出一項新功能，名為“我的圖書館”，允許用戶創建個人化的圖書館。他們可以運用標籤、審查、利率、或全文檢索來選擇圖書。[23]
- 十二月：美國哥倫比亞大學成為數位化公共領域的夥伴。[24]

### 2008
- 五月：微軟逐漸衰微，並打算結束其掃描計畫。該計畫掃描了75萬份書籍和八千萬篇雜誌文章。[25]
- 十月：出版業和Google經過兩年的談判後達成協議。Google同意以補償作者和出版商，來換取將數以百萬計的圖書提供給公眾。[6]
- 十一月：Google和合作夥伴的圖書掃描計畫達到了700萬大關。其中一百萬已達成「完全預覽」模式，另外一百萬已是可完全瀏覽和下載的公共領域的作品。[10][26]

## Google圖書計畫參與者

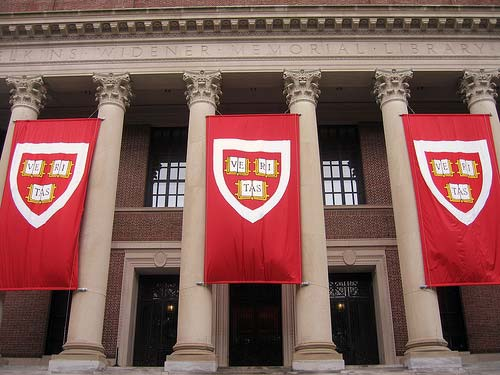
哈佛大學哈佛大學圖書館

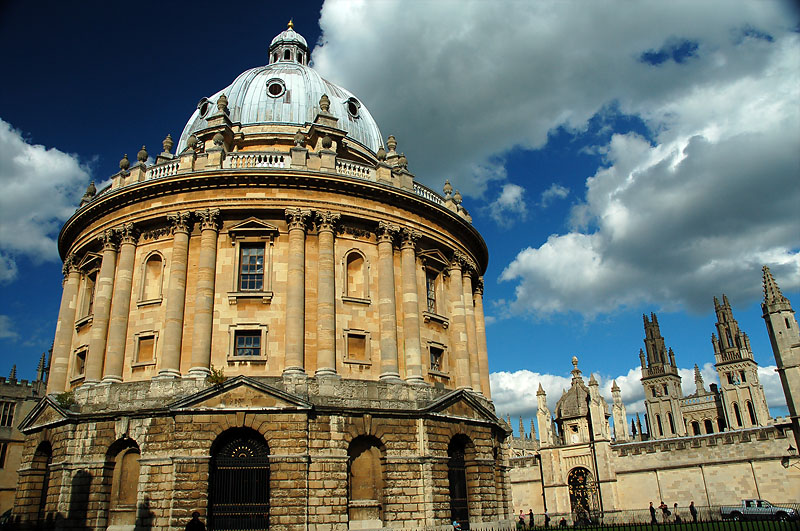
牛津大學博德利圖書館

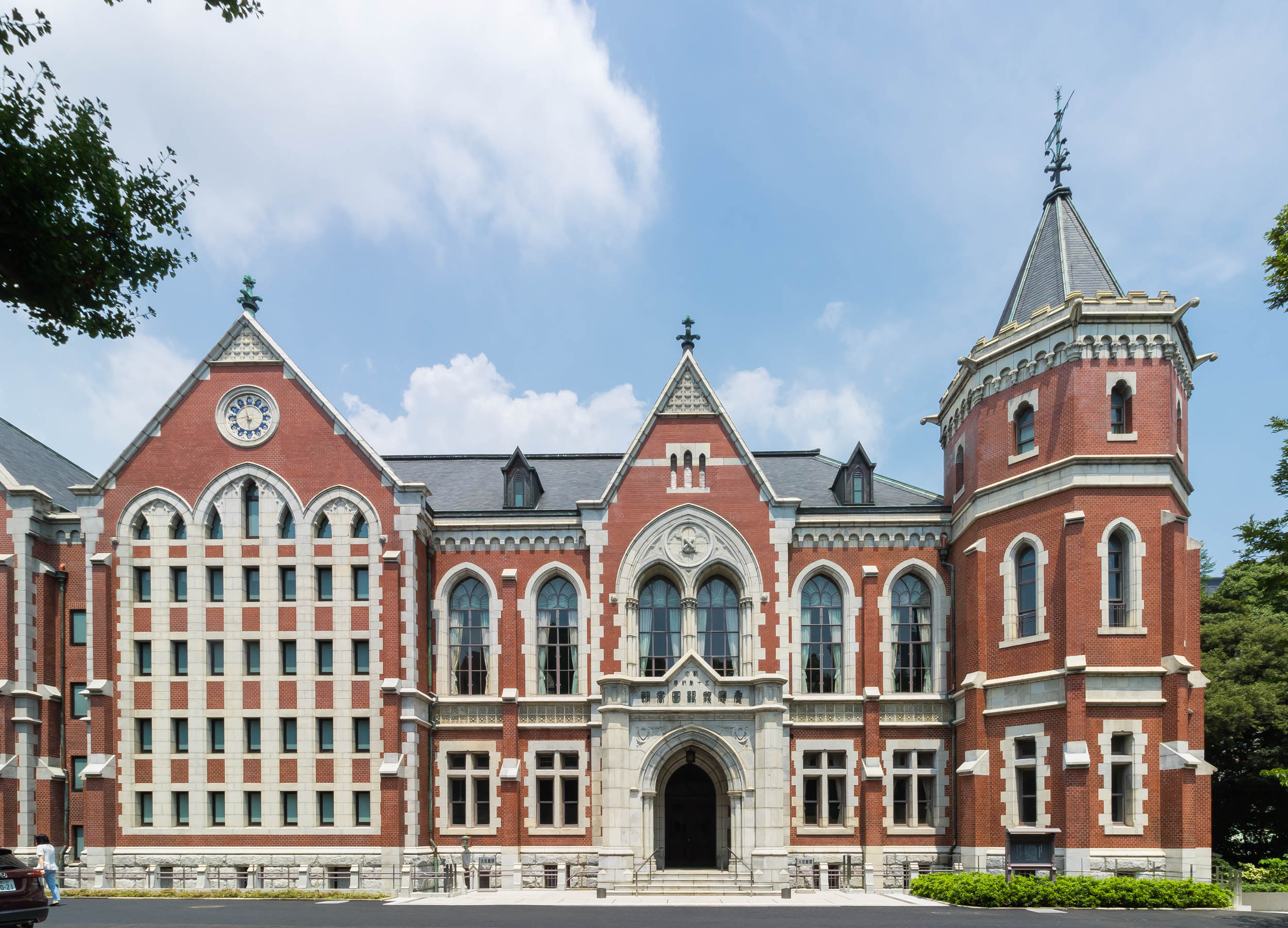
慶應義塾圖書館舊館

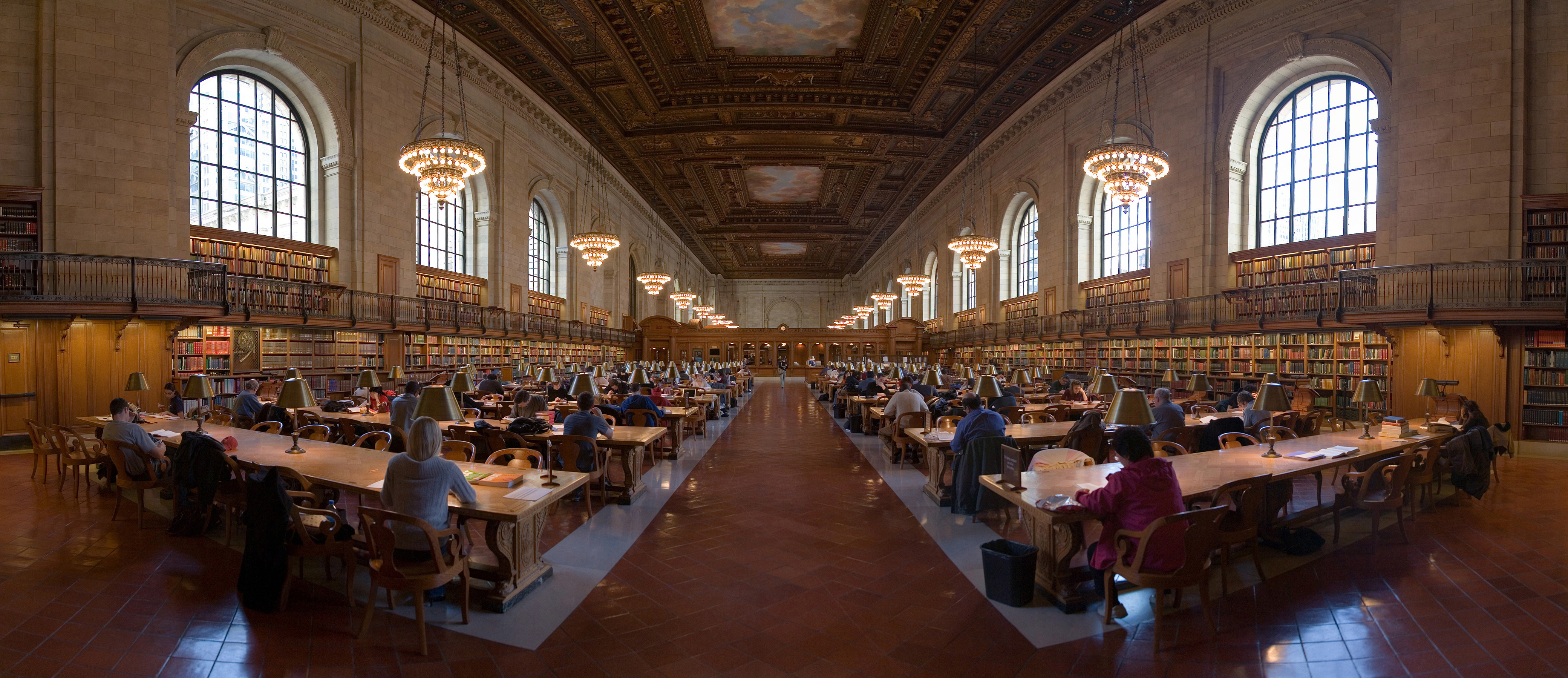
紐約公共圖書館

參與計畫的成員人數自Google图书馆计划實行之初已成長許多；邁索爾大學在許多媒體的報導都提到其為此計劃之合作夥伴，但他們實際上並沒有被Google列為合作夥伴。
　

### 首批參與者
- 哈佛大學，哈佛大學圖書館，Harvard + Google （页面存档备份，存于）
- 密西根大學，密西根大學圖書館，Michigan + Google （页面存档备份，存于）
- 紐約公共圖書館，New York Public Library + Google （页面存档备份，存于）
- 牛津大學，博德利圖書館，Oxford + Google （页面存档备份，存于）
- 史丹佛大學，Stanford University Libraries（英语：Stanford University Libraries）（SULAIR（英语：Stanford University Libraries））, Stanford + Google

### 后期加入參與者
- 巴伐利亞國家圖書館，Bavaria + Google，Bayerische Staatsbibliothek + Google (in German)
- 哥倫比亞大學，Columbia University Library System，Columbia + Google （页面存档备份，存于）
- Committee on Institutional Cooperation，CIC + Google
- 马德里康普顿斯大学，Madrid + Google，Complutense Universidad + Google (in Spanish)
- 康乃爾大學，Cornell University Library，Cornell + Google （页面存档备份，存于）
- 根特大學，Ghent University Library／Boekentoren（英语：Boekentoren），Ghent/Gent + Google
- 慶應義塾大學，Keio Media Centers (Libraries)（英语：Keio Media Centers (Libraries)），Keio + Google (in English)，Keio + Google (in Japanese)
- 普林斯頓大學，Princeton University Library，Princeton + Google （页面存档备份，存于）
- 加利福尼亞大學，California Digital Library，California + Google
- 洛桑大學（University of Lausanne）, Cantonal and University Library of Lausanne（英语：Cantonal and University Library of Lausanne）／Bibliothèque Cantonale et Universitaire/BCU + Google (in French)
- University of Mysore（英语：University of Mysore），Mysore University Library，Mysore + Google （页面存档备份，存于）
- 德克薩斯州大學奧斯汀分校，Texas + Google
- 維吉尼亞大學，Virginia + Google
- 威斯康星大學麥迪遜分校，Wisconsin + Google

## 争议

### 違反著作權、合理使用等爭議
出版業與作家協會批評該計畫列入片段的作品是侵犯版權的行為。2005年秋季，作家協會和美國出版商協會分別控訴Google。Google反駁說，該計畫的每個項目皆是合理使用，並且在這數位時代，每一個字都有對應到其出版索引。2006年6月，在訴訟之後，法國出版商宣布它打算控訴法國Google。2006年底，德國控訴被撤回。
2007年3月，Google被告侵犯著作權法的圖書搜索服務。微軟的副總兼法律顧問托馬斯·魯賓（Thomas Rubin）批評Google一再任意複製作品，並且總是直到有人出面指證才會停手。2008年11月28日，作家協會、出版界和Google簽訂了和解協議，Google同意支付總共1.25億美元，包括訴訟費用及建立圖書權登記處。該解決方案將在2009年5月得到法院的批准。解決的反應有好有壞，其中一個與Google合作的圖書館表示，如果Google無法找到“更合理的條款”，它會選擇撤回與其合作的關係。
弗吉尼亞大學的副教授Siva Vaidhyanathan，以法律觀點研究一已出版的見解，之後他指出Google該計畫構成了危險的理論——合理使用，因為索賠的使用其實是不合理的，它可能會導致司法限制這一權利。而之後作家協會控訴Google沒有去法院，導致合理使用爭端得不到解決方案。
Google許可的公有領域作品也是一個令人關注的議題。一些出版作業是在公有領域進行的，例如美國聯邦政府創造的所有作品，但那些作品仍被視如其他版權保護的作品般對待，導致它們在1922年之後遭禁。

### 語言爭議
一些歐洲政治家和知識分子批評Google有語言帝國主義傾向，理由是因為絕大多數的書籍都掃描成英文，這會導致英文成為世界代表性的自然語言，如此一來受歡迎的語文學例如德語、漢語、俄語、法語則會漸漸不被重視，並不公平。在這些批評聲浪中出面表達意見的是法國國家圖書館館長Jean-Noël Jeanneney。

## Google图书与Google学术搜索
當Google圖書大量掃描一些過期學報、雜誌時產生了一個問題，就是其掃描時並沒有辦法將元数据（metadata）也一並掃入。這使得Google學術搜尋只好開辦自己的數位化計劃，並放置認同這個計畫的出版社的過期期刊文章。

## 外部連結
- 官方网站